# 蒋善合
蒋善合（6世纪？—634年），墓志上名为蒋合，字玄符，洛阳人，隋末唐初民变人物、官员。
大业八年（612年），授建节尉。从山东义军首领孟海公起兵，占据郓州。唐武德四年（621年）二月，孟海公被窦建德在周桥击败，手下军队被窦建德收编后与徐圆朗的军队被派到洛阳救援王世充。五月窦建德、孟海公等被唐军击败被俘至长安处死，六月蒋善合以郓州之地降唐，被任命为戴州禹城县令。孟海公的從弟戴州刺史孟啖鬼以孟海公的儿子孟义为首领，在曹、戴二州起兵反唐，並打算聯絡蒋善合一同發難，可是蒋善合暗中召集亲信，设伏殺了孟啖鬼，被唐朝授为大将军、郓城县开国公，食邑一千户。不久授持节郓州诸军事、郓州刺史。武德六年（623年），转任扶州刺史（今四川九寨沟附近）。贞观三年（629年），检校松州都督（今四川松潘）。八年，去长安九成宫朝见唐太宗时病逝，贞观十年十月十七日，迁葬於洛阳之北邙山。

## 墓志铭
君讳合，字玄符，洛阳人也。其先出自有周，德封於蒋，後以国为姓。魏太尉济十二世孙。曾祖平，魏乐安太守。祖隽，东魏武定五年除墨曹参军。父子虞，大象二年任济州户曹参军。公规模远大，隋大业八年，占募从戎，授建节尉。大唐武德四年，诏使授公戴州禹城县令。刺史孟啖鬼河济凶渠，图为反噬。公阴结义勇，承间掩袭，斩获魁首，奉表奉闻。诏授大将军、郓城县开国公，食邑一千户。寻奉诏授持节郓州诸军事、郓州刺史。武德六年，诏授持节扶州刺史。贞观三年，奉敕检校松州都督。八年，来朝於九成宫所，因疾弥留，其年八月廿七日葬。十年十月十七日，迁葬於洛阳之北邙埠。虽陵谷遽迁，而名不朽。乃作铭云尔。